# NSFW
NSFW (аббревиатура английских слов not safe/suitable for work, что означает небезопасно/неподходяще для работы) — тег, используемый при переписке по электронной почте, в сетевых видеороликах, интернет-форумах, блогах для выделения гиперссылок, которые содержат такие материалы, как обнажённая натура, гуро, порнография и обсценная лексика, которые могут создать проблемы тому, кто их будет смотреть в присутствии коллег или посторонних посетителей.
Определение того факта, относится ли сайт к категории NSFW, часто является субъективным и создаёт проблемы для тех, кто изучает сексуальность.
Трудность в определении содержания таких сайтов привела к созданию онлайн-инструментов, помогающих людям определить NSFW-содержимое, таким как Reddit SFW Check.
NSFW имеет особое значение для лиц, использующих в личных целях интернет на рабочем месте или в учебных учреждениях, которые имеют политику, запрещающую доступ (даже случайный) к сексуально-провокационным материалам. Компании и школы часто принимают такую политику, потому что они рассматривают просмотр материалов сексуального характера как злоупотребление собственностью компании (или образовательного учреждения), а также как потенциальное нарушение политики в отношении сексуальных домогательств.
28 ноября 2007 года основатель Fark.com Дрю Кёртис (англ. Drew Curtis) подал заявку на регистрацию этой фразы в качестве торговой марки, но эта заявка была отклонена.